# Etelvina Amália de Siqueira
Etelvina Amália de Siqueira (Itabaiana, 5 de novembro de 1872 — Aracaju, 10 de março de 1935) foi uma poetisa, contista, jornalista, oradora e declamadora brasileira, autora de vários hinos escolares e participante da campanha abolicionista na Sociedade Libertadora Sergipana.

## Biografia
Nasceu em Itabaiana no ano de 1872, sendo filha de José Jorge de Siqueira e Rosa Maria de Siqueira. Em sua terra natal, teve os primeiros contatos com as letras e cursou o primário. Deixou seu chão na adolescência juntamente com sua família, dirigindo-se a Aracaju. Mas a vida na capital sergipana não a fez esquecer Itabaiana e a saudade sempre lhe batia o peito, levando-a sempre a relembrar sua meninice e, nostálgica, compôs o poema "Minha Terra":
Minha terra é uma criança

Sempre risonha, não chora

Encantada das belezas

Com que a natura a aflora

(…) A sombra dos adustos cajueiros

Aspirando o perfume de seu seio

Eu gozei dos anjos a harmonia

As aventuras do céu, que doce enleio!

(…) Tem uma serra orgulhosa

Invejada no Brasil

Ribeirinhos cor de prata

E um céu de puro anil

(…) Não tendo flores viçosas

Que te lance ao lindo colo

Aceita, mãe a saudade

Que colhi em estranho solo

Recebe a prova singela

Que te manda a filha ausente

Repara: - vai orvalhada

De um pranto ainda quente"
Em Aracaju, após aprovada em exames de seleção, ingressou na primeira turma da Escola Normal feminina do Asilo Nossa Senhora da Pureza, implantada em 1822. Nessa instituição de ensino, destacou-se pela sua inteligência e dedicação aos estudos, tornando-se um exemplo para as demais colegas de classe. Formou-se professora em 11 de novembro de 1884.
Segura, confiante e preparada para exercer o magistério, Etelvina após a formatura fundou o seu próprio colégio particular para o ensino primário e secundário de 1885 a 1890 (PINA, p. 193), ingressando para a vida profissional como docente. Em seguida, foi nomeada professora pública na Barra dos Coqueiros de onde foi removida em 31 de janeiro de 1891 para a aula elementar anexa a Escola Normal. No mesmo estabelecimento de ensino, em 1911, além da função de professora, exerceu o cargo de Auxiliar do diretor da Escola Normal e Anexo. Em 1912, passou a lecionar língua portuguesa nessa mesma instituição.
A abalizada educadora foi uma voz dissonante e fervorosa contra a continuidade da escravidão no país. Em virtude disso, atuou sobre dois aspectos: discursivo e intelectivo. Enquanto aquele defendia o abolicionismo com pronunciamentos calorosos na "Cabana do Pai Tomaz" (1883), este abrandava a exclusão educacional sofrida pelos filhos libertos das escravas ao lecionar gratuitamente na casa do seu tio Francisco José Alves, onde funcionava a sociedade supra citada.
A sua vocação intelectual e profissional não se estanca na educação, nem na luta abolicionista, pois vislumbramos sua importantíssima contribuição de cunho jornalístico por meio de discursos e artigos escritos em diversos jornais sergipanos (‘O Libertador’, ‘O Planeta’, ‘Gazeta de Sergipe’ e o ‘Estado de Sergipe’) e no jornal "A Discussão" do Rio Grande do Sul.
A distinta Etelvina também enveredou por caminhos da literatura com obras de alta qualidade (poemas e contos), legando-nos uma vasta produção espalhada por jornais do seu Estado e no Almanaque Sergipano.
Entre as temáticas abordadas em suas composições poéticas destacamos: o abolicionismo ("Ao Amigo do Escravo"; transcrito por Pina, s/d, p. 197-98); a educação ( "No levante da Pátria", "Soa Além do Clarim" e "Surgem Auroras", transcrito por Freire, 1988, p. 39) produzidos para o início das aulas; exaltação a personalidades como: Fausto Cardoso ("A Fausto Cardoso"e "No Terceiro Aniversário da Morte do Dr. Fausto Cardoso", idem, 1988, p. 200) e Tobias Barreto ("Quadras a Tobias Barreto", Idem, 1988, p. 200) e  a natureza ("O Pôr do Sol", idem, 1988, p. 199).
Também Etelvina foi uma afamada oradora e dentre os grandes discursos, salientamos o proferido em razão da colocação do retrato no salão nobre da Escola Normal e Anexo do governo do estado Dr. José Rodrigues da Costa Dória e pela inauguração do edifício destinado à mesma instituição em 1911.
Escreveu artigos nos jornais engajados na abolição da escravatura, principalmente em O Libertador, e participou da Hora Literária, embrião da Academia Sergipana de Letras.
Com toda certeza, a poetisa itabaianense foi um marco no rompimento da situação de submissão intelectual e de preconceito em relação à figura feminina na sociedade sergipana, a qual estava submetida aos caprichos do homem e aos afazeres domésticos. Segundo Thétis Nunes um dos motivos, provavelmente dessa mentalidade foi o temor do "homem que a mulher letrada escapasse ao seu mandonismo tradicional…"
A pioneira serrana fez a diferença.  Lutou arduamente enquanto teve forças físicas e mentais em prol da educação e da literatura sergipana, além de ter sido um exemplo para as mulheres de seu tempo. Mas aos 18 de março de 1935, exaurida pelo tempo e o desgaste de tantas lutas, a admirável professora cessou a sua estada neste chão.